# Eggert Christopher Tryde (bogtrykker)
 Der er flere personer med dette navn, se Eggert Christopher Tryde (flertydig).
Eggert Christopher Tryde (født 29. december 1797 på Fussingø Mølle, død 31. december 1868 i Rønne) var en dansk bogtrykker og redaktør.
Tryde blev uddannet som typograf 1820 hos bogtrykker Elmenhoff i Randers. 3. oktober 1827 fik han kgl. bevilling til at drive bogtrykkeri på Bornholm, her startede han i 1828 Bornholms Avis og var bladets redaktør med enkelte korte afbrydelser til sin død.